# Töss (Winterthur)
Töss (toponimo tedesco) è un distretto che al 2017 aveva  10 984 abitanti appartenente al comune svizzero di Winterthur, nel Canton Zurigo (distretto di Winterthur).

## Storia

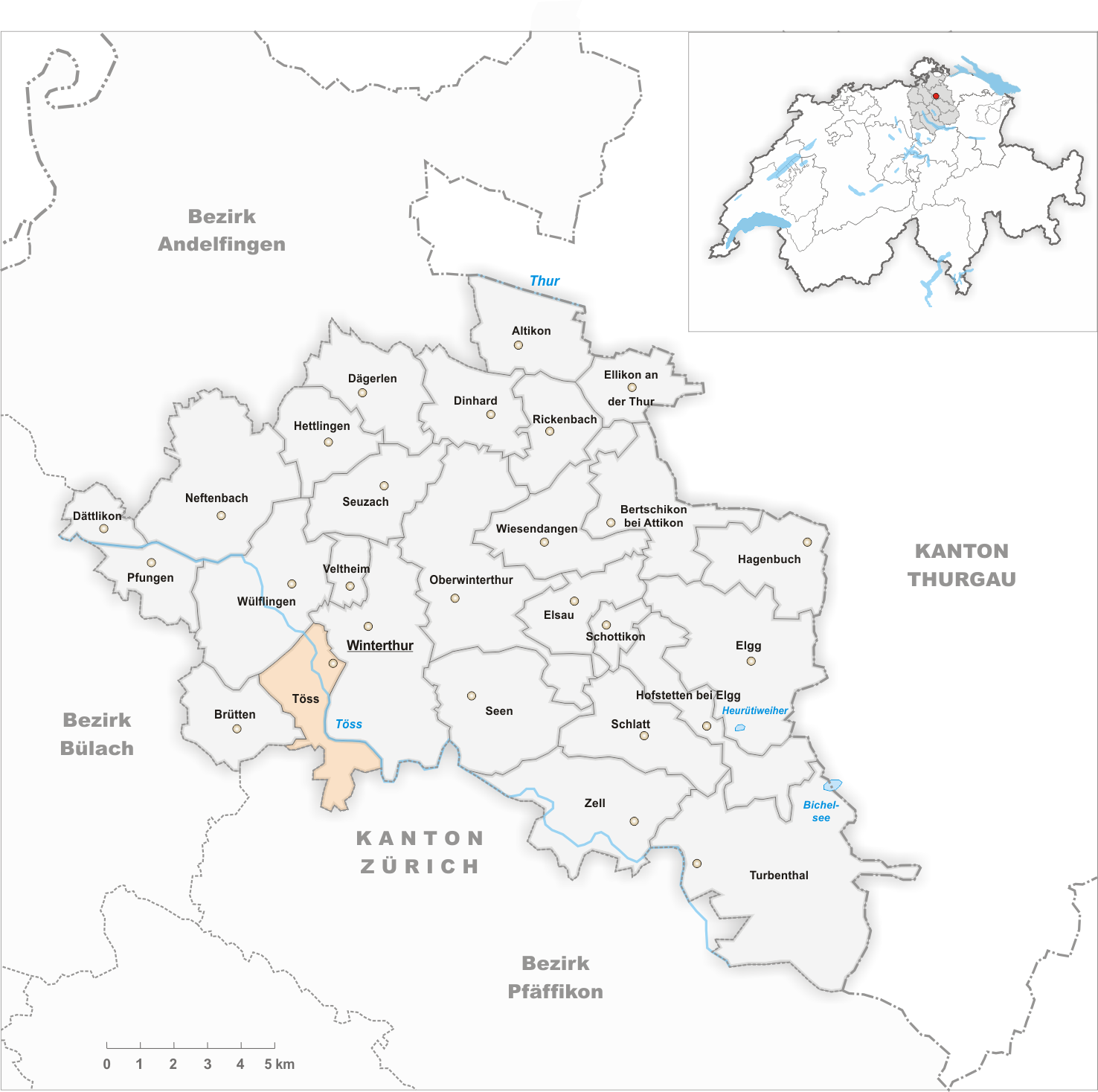
Il territorio del comune di Töss prima degli accorpamenti comunali del 1922

Già comune autonomo che comprendeva anche la frazione di Dättnau, nel 1922 è stato accorpato al comune di Winterthur assieme agli altri comuni soppressi di Oberwinterthur, Seen, Veltheim e Wülflingen.

## Monumenti e luoghi d'interesse

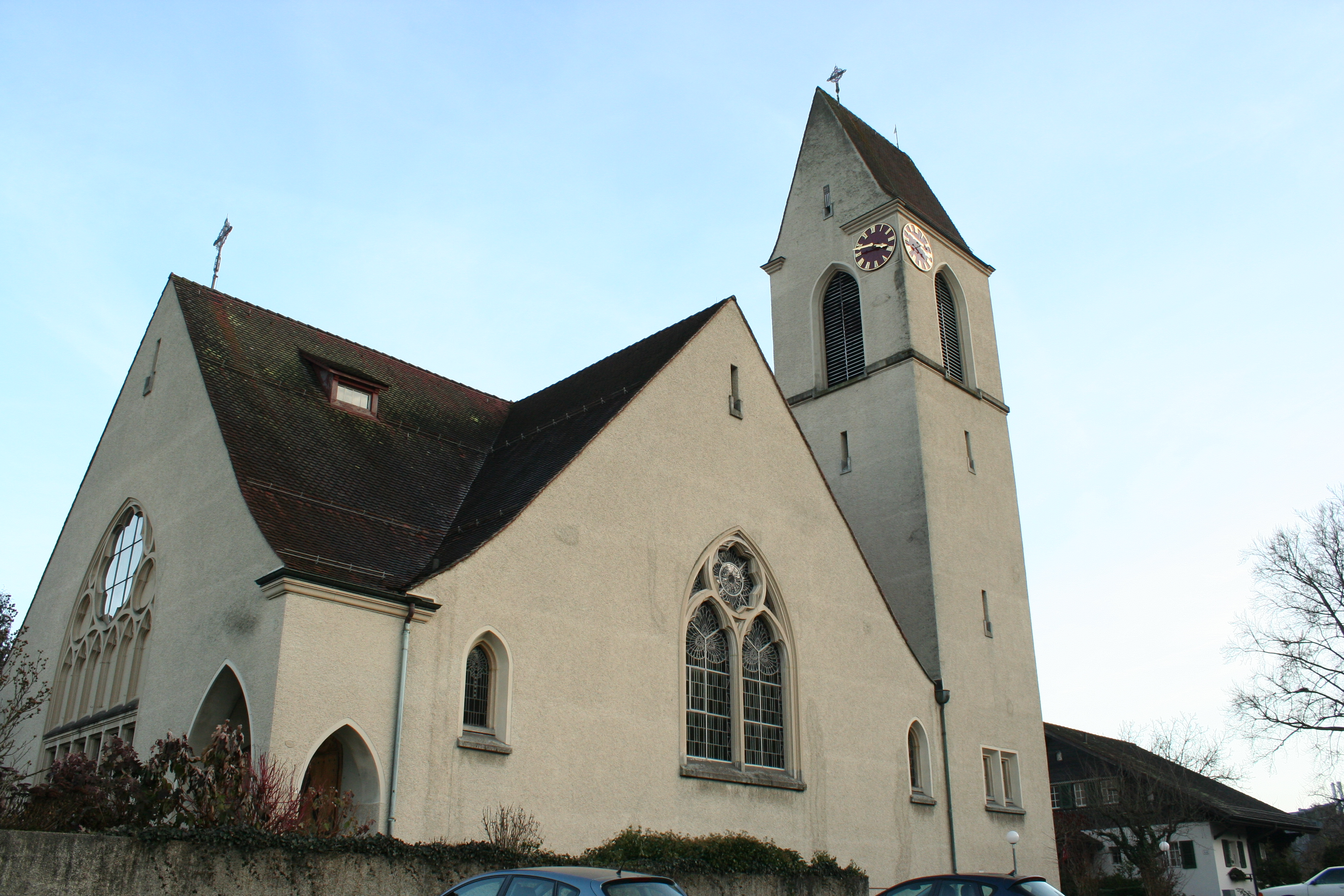
La chiesa di San Giuseppe

- Chiesa riformata, eretta nel 1855[1];
- Chiesa cattolica di San Giuseppe, eretta nel 1912-1913[1].

## Società

### Evoluzione demografica
L'evoluzione demografica è riportata nella seguente tabella:
Abitanti censiti

## Geografia antropica

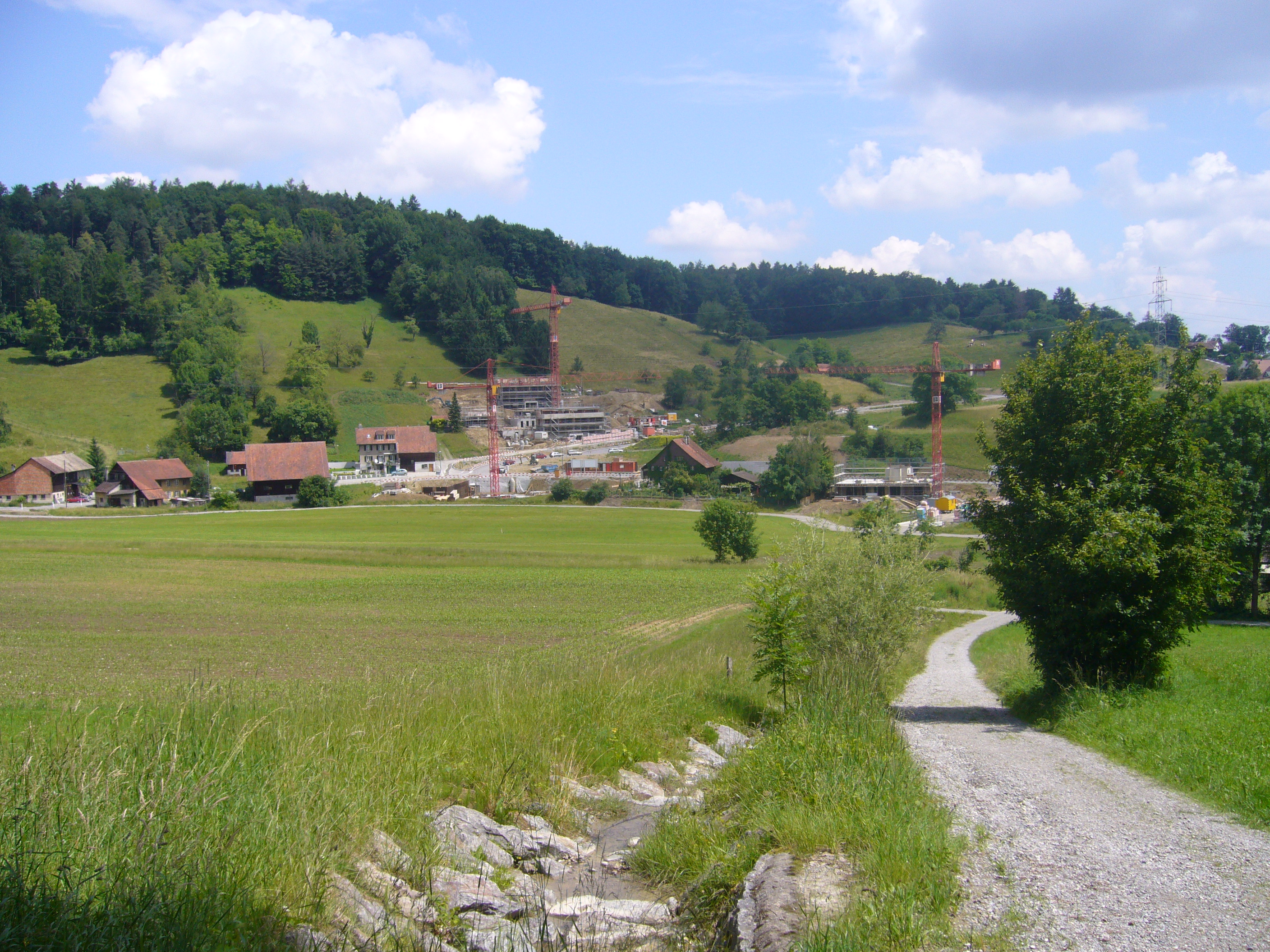
Dättnau

### Quartieri
- Dättnau
- Eichliacker
- Rossberg
- Schlossta

## Infrastrutture e trasporti

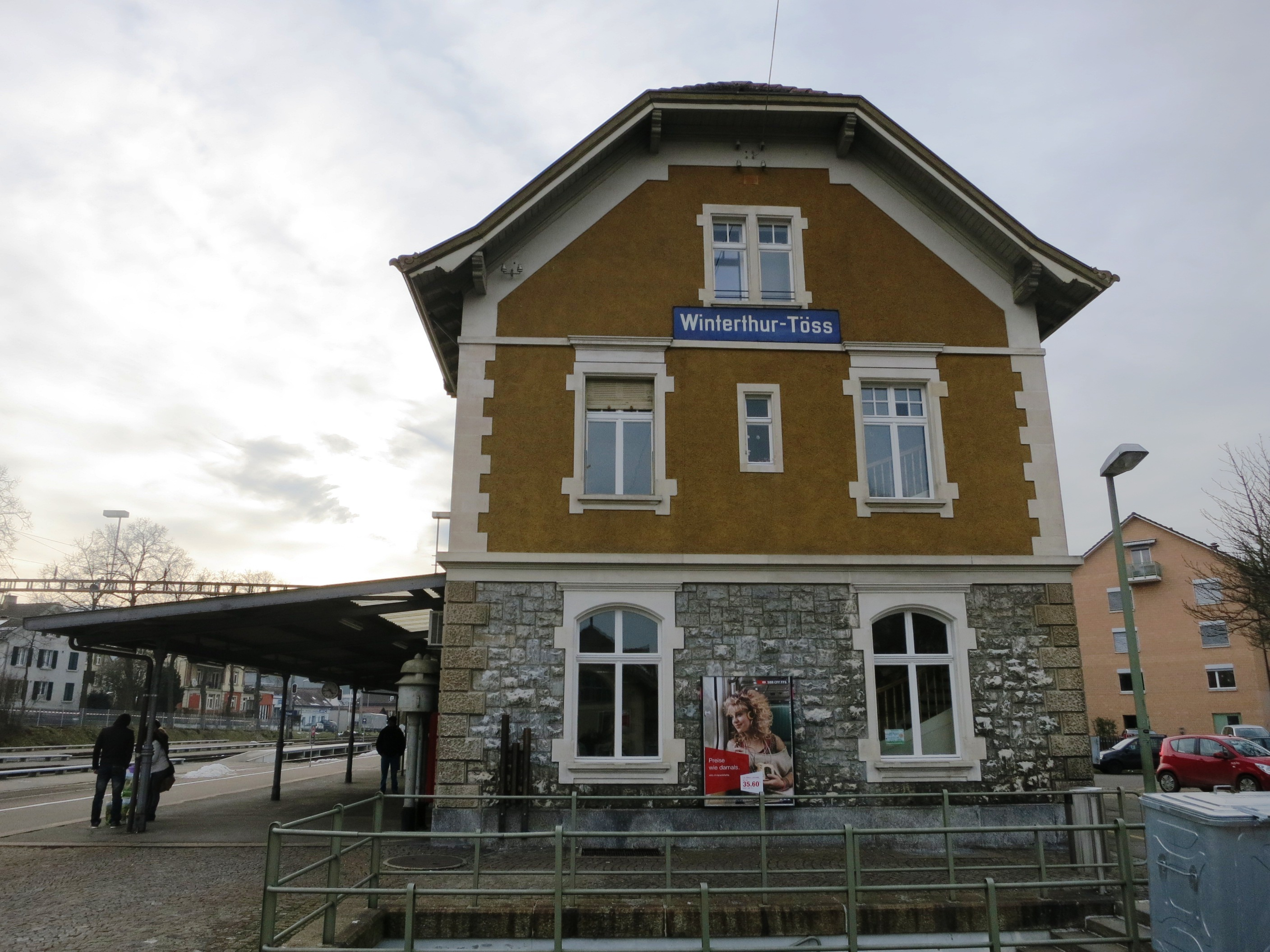
La stazione di Winterthur Töss

Töss è servito dalla stazione di Winterthur Töss sulla ferrovia Winterthur-Coblenza.

## Amministrazione
Ogni famiglia originaria del luogo fa parte del cosiddetto comune patriziale e ha la responsabilità della manutenzione di ogni bene ricadente all'interno dei confini del comune.